# Attimo (Gianna Nannini)
Attimo è un singolo della cantautrice italiana Gianna Nannini; il testo è stato scritto da quest'ultima, mentre l'arrangiamento è stato curato insieme a Danger Plena. Al brano partecipa in una piccola parte l'attrice Valeria Solarino. La canzone è stata pubblicata come primo singolo estratto dall'album Giannadream - Solo i sogni sono veri, ed è entrata in rotazione radiofonica e resa disponibile per il download digitale a partire dal 7 marzo 2009.

## Accoglienza
Alla sua uscita sul mercato, Attimo ha ottenuto una buona accoglienza, entrando nella classifica dei singoli più scaricati in Italia all'81ª posizione, per poi guadagnare ben sessantadue posti la settimana successiva, posizionandosi alla 19ª posizione.
Dopo altre 2 settimane, il 14 aprile 2009 il singolo riesce ad entrare nella Top10, in piena concorrenza con le uscite discografiche seguite alla 59ª edizione del Festival di Sanremo; rimane in classifica fino al 5 maggio 2009, per un totale complessivo di sette settimane.
È stato frequentemente trasmesso in radio, raggiungendo la posizione numero 1 dell'airplay.

## Video musicale
Il video musicale, diretto da Cosimo Alemà e prodotto per Attimo, è stato interamente girato a Torino. Il video ruota principalmente intorno a Gianna Nannini che interpreta il brano in alcune differenti località, mentre l'attrice Valeria Solarino, è impegnata in una tormentata relazione con un compagno (o una compagna) "invisibile".

## Tracce
Download digitale
1. "Attimo" - 4:00
2. Ti scoppio il cuore - 30:20 (con i Negramaro)

## Classifiche
| Classifica | Posizione più alta |
| ---------- | ------------------ |
| Italia     | 9                  |